# Magong
Magong (caratteri cinesi:  馬公市; pinyin: Mǎgōng Shì) è una città di Taiwan, capitale della Contea di Penghu.

## Origini del nome
La città essendo stata la prima del paese ad ospitare un tempio dedicato alla dea Matsu era conosciuta come "Magong Ao" o "porto del palazzo di Matsu". Durante la  dominazione giapponese di Taiwan la città era conosciuta come "Makō".

## Storia

### Eventi principali
La costruzione della città iniziò intorno al 1887, sotto l'imperatore cinese Guangxu. Passata nel 1895, come tutta l'isola di Formosa, al Giappone la città divenne una importante base della marina imperiale giapponese, fungendo da punto d'imbarco per l'invasione nipponica delle Filippine nel 1941.
Dopo la seconda guerra mondiale la città seguì le sorti della Repubblica di Cina.
Il 23 luglio 2014 presso l'aeroporto di Magong si è verificato lo schianto del volo TransAsia Airways 222.

## Cultura

### Università
A Magong a sede la National Penghu University of Science and Technology.

## Infrastrutture e trasporti
La città è servita dall'aeroporto di Magong.